# Mercedes-Benz 190
Mercedes-Benz 190 (nebo také Mercedes-Benz W201) byl automobil střední třídy, který v letech 1982 až 1993 vyráběla německá automobilka Mercedes-Benz. Nahradila jej třída C. Vyráběl se jako čtyřdveřový sedan s pohonem zadních kol.

## Popis
Ve výbavě nechyběly airbagy nebo ABS. Také existovala omezená série pro německý trh 190E 3,2 AMG se zvýšeným výkonem a upraveným vzhledem. Nástupcem 190 (W201) se stala řada C (W202).

## 190E 2,5 16 Cosworth
S vývojem speciálu pro rallye pomáhala britská firma Cosworth. Výkon typu Cosworth byl 239 kW. Vůz byl nakonec nasazen i v německém šampionátu cestovních vozů DTM. Tam vyhrál v roce 1991. S vývojem vozu pro okruhové závody pomáhala společnost AMG. Brzdy pocházely z roadsteru řady SL.
Objem cestovní verze byl 2500 cm3 a maximální výkon 143 kW. Polovina produkce byla upravena společností AMG na výkon 170 kW. Nejvyšší rychlost byla 235 km/h a zrychlení z 0 na 100 km/h za 7,7 sekund. Vůz měl větší kola, přední a zadní spoiler, nástavce prahů, rozšířené blatníky a přítlačné křídlo.

## Motory

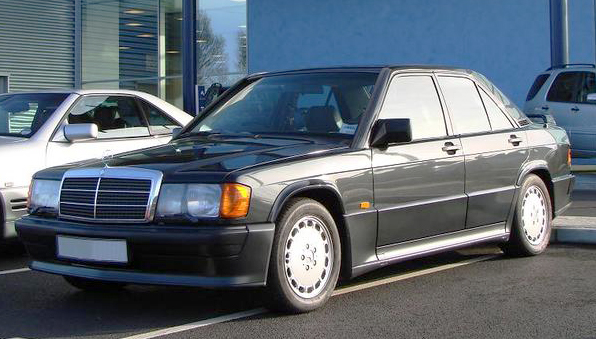
Mercedes-Benz 190 E Cosworth

Zážehové
- 1.8E 8v
- 2.0E 8v
- 2.3E 8v
- 2.3E 16v
- 2.5E 16v
- 2.6E I6

Vznětové
- 2.0D
- 2.2D (USA)
- 2.5D
- 2.5D Turbo

## Rozměry
- Rozvor – 2664 mm
- Délka – 4448 mm
- Šířka – 1679 mm
- Výška – 1389 mm

## Severokorejské kopie
V roce 1987, poté, co Kim Ir-sen vyhlásil plány na rozšíření severokorejského automobilového průmyslu, byl do KLDR údajně dovezen Mercedes 190 z Thajska, na jehož základě Severokorejci vypracovali vlastní výrobní plány, podle kterých následně vznikla hrstka prototypů nevalného dílenského zpracování, navenek podobných originálu. Vozidlo, nazvané Kaengsaeng 88 nebo též Pchjongjang 4.10, bylo poháněno blíže neurčeným sovětským čtyřválcem. V letech 1990–2002 byl v KLDR rovněž vyroben nízký počet Mercedesů 190 z montážních sad z Německa a (od roku 1994) z Indie.